# Carlos Ricardo Díaz
Carlos Ricardo Díaz (La Banda, 1951) es un político y médico pediatra argentino, que ocupó el cargo de Gobernador de Santiago del Estero entre el 15 de diciembre de 2001 y el 25 de noviembre de 2002.

## Carrera
Se desempeñó como diputado provincial, cuando asume la gobernación en 2001 tras la renuncia de Carlos Juárez para asumir como senador nacional designado por la Legislatura. Posteriormente fue elegido gobernador en 2002, fue electo acompañado en la fórmula por Mercedes Aragonés como vicegobernadora con cerca del 70 por ciento de los votos. Asume su cargo, aunque Aragonés no lo hace por motivos de salud.
A los 23 días de haber asumido renuncia a su cargo, el 25 de noviembre de 2002, presionado por los diputados provinciales de Juárez que anunciaban un juicio político. Si bien debió sucederlo Aragonés, como no se había juramentado y aun tenía prescripciones médicas, la Legislatura designó a Darío Moreno como su sucesor. Sin embargo, Aragonés asumió la gobernación tiempo después como hubiese correspondido.
Posteriormente fue encarcelado.